# 芋木ノドッケ
芋ノ木ドッケ（いものきドッケ）は、埼玉県と東京都にまたがる標高1,946 mの山である。芋木ノドッケ（いもきノドッケ）と呼ばれることもある。
白岩山と雲取山の間にあり、白岩山のすぐ南、雲取山の北東に位置する。雲取山からの山稜が、北の白岩山・三峯神社方面に続く山稜と、東の酉谷山方面に続く山稜（長沢背稜）に分かれる地点となっている。埼玉県秩父市と東京都西多摩郡奥多摩町の境界にあり、東京都の山の中では第2位の標高をもつ。
芋ノ木とはコシアブラ、ドッケとは尖った峰を意味する言葉である。東の峰続きには同じく「ドッケ」という名がつく三ツドッケ（天目山、1,576 m）がある。
国土地理院の地形図では「芋木ノドッケ」となっているが、現地の表示は「芋ノ木ドッケ」である。登山地図や地元の案内などでも主に「芋ノ木ドッケ」としている。

## 関連画像

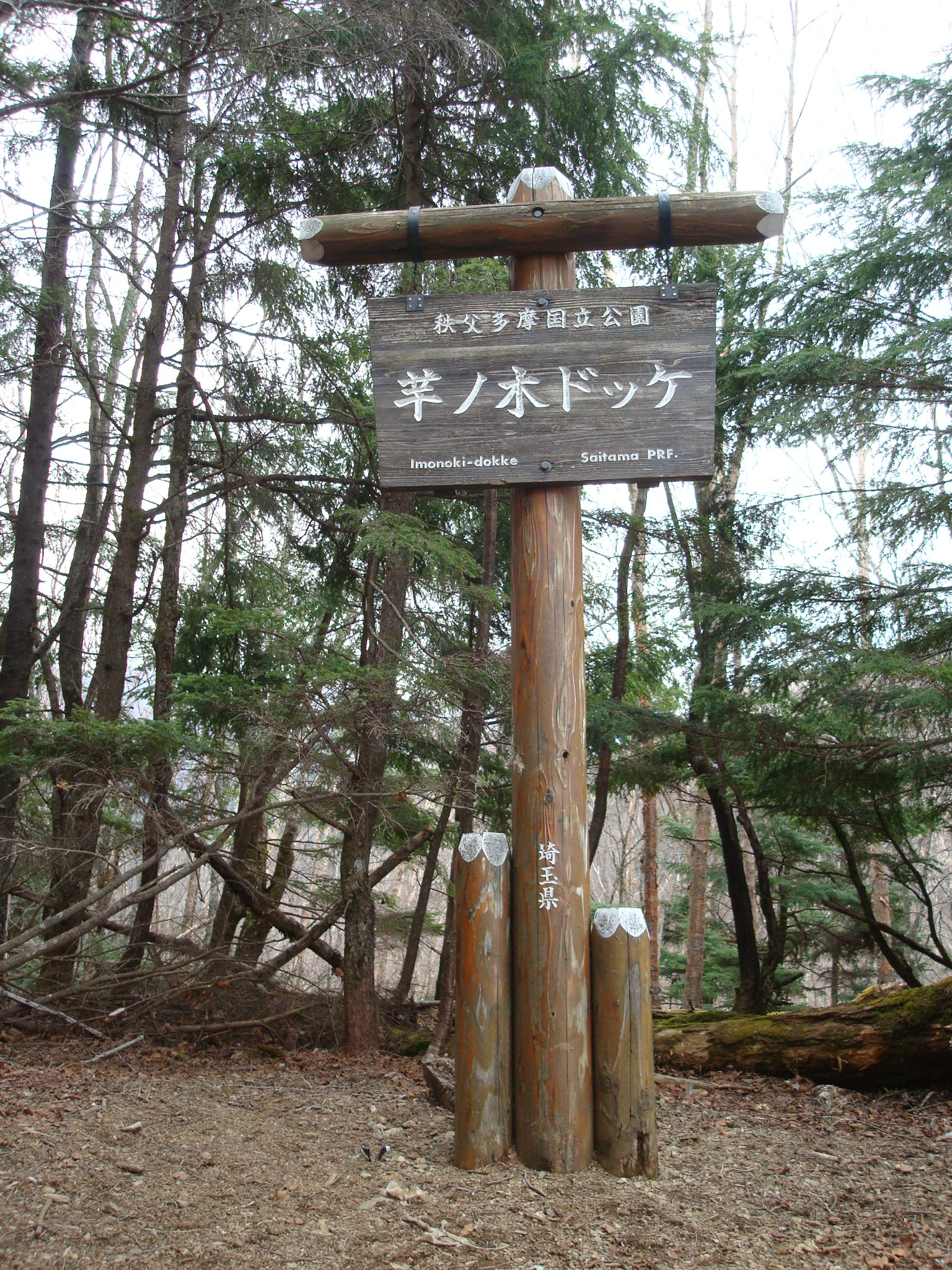
立派な標識だが、山頂のものではない（山頂北側500 m付近）
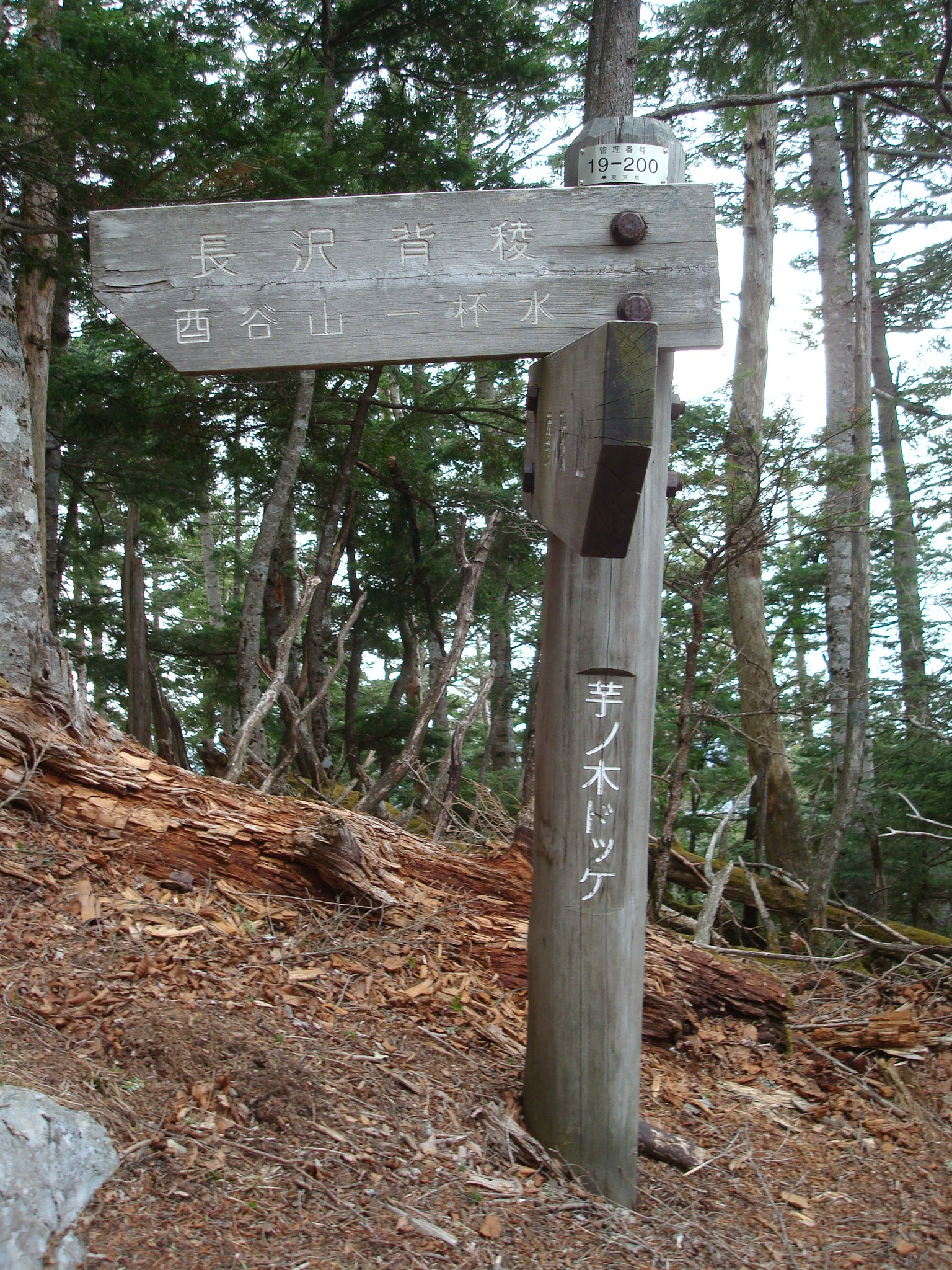
地味な山頂標識。展望はない。
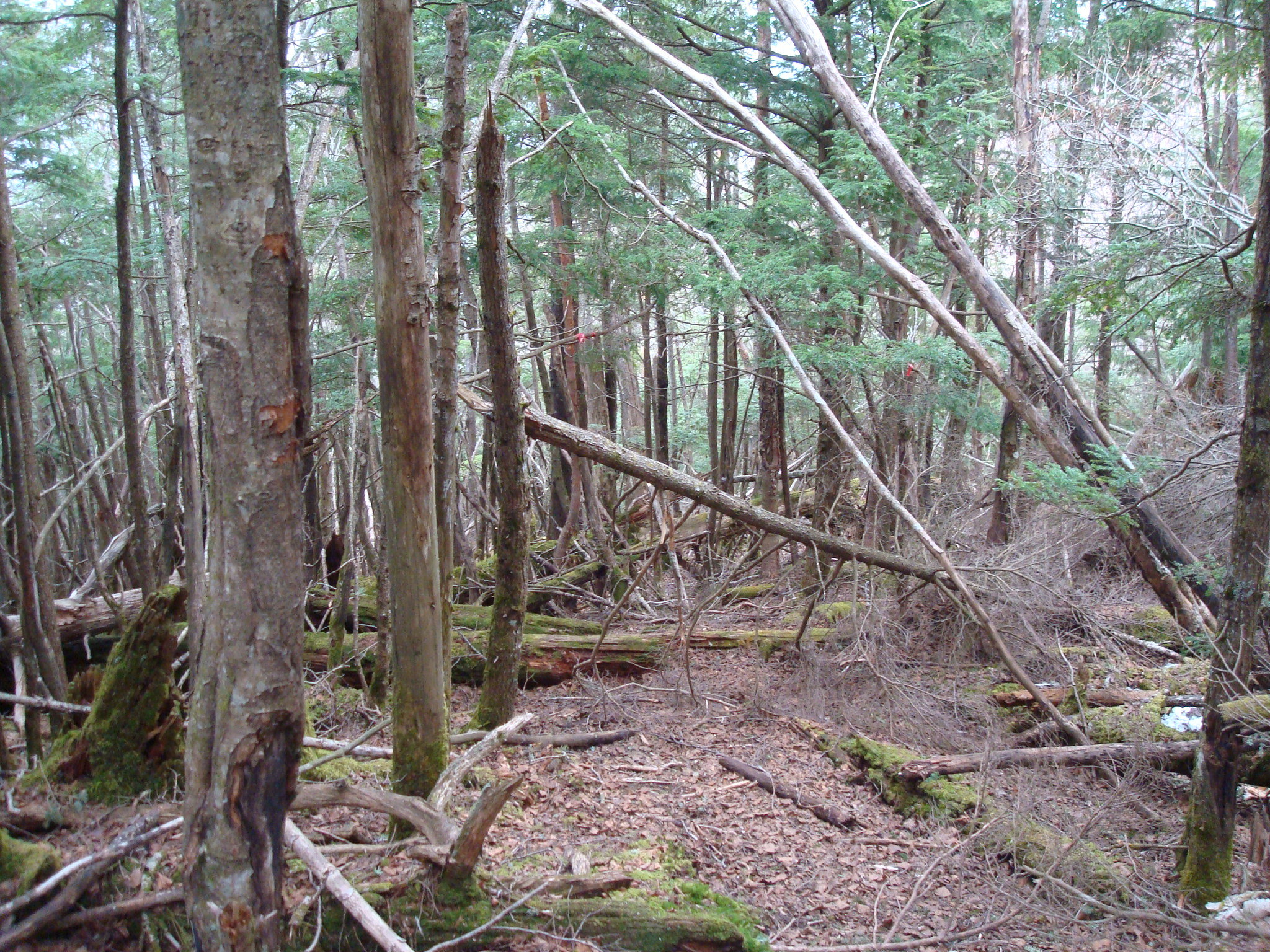
三峰雲取自然研究路への北側登山道は不明瞭だが、赤リボン有り

## 周辺にある小屋
- 白岩小屋
- 雲取山荘

## 隣接する山
- 白岩山 （1,921 m）
- 長沢山 （1,718 m）
- 雲取山 （2,017 m）